# 冰岛蓼属
冰岛蓼属（学名：Koenigia）是蓼科下的一个属，为一年生、纤细草本植物。该属共有7种，分布于北极地区、喜马拉雅区、亚洲东部的温带地区及南美。